# UTC-2:30

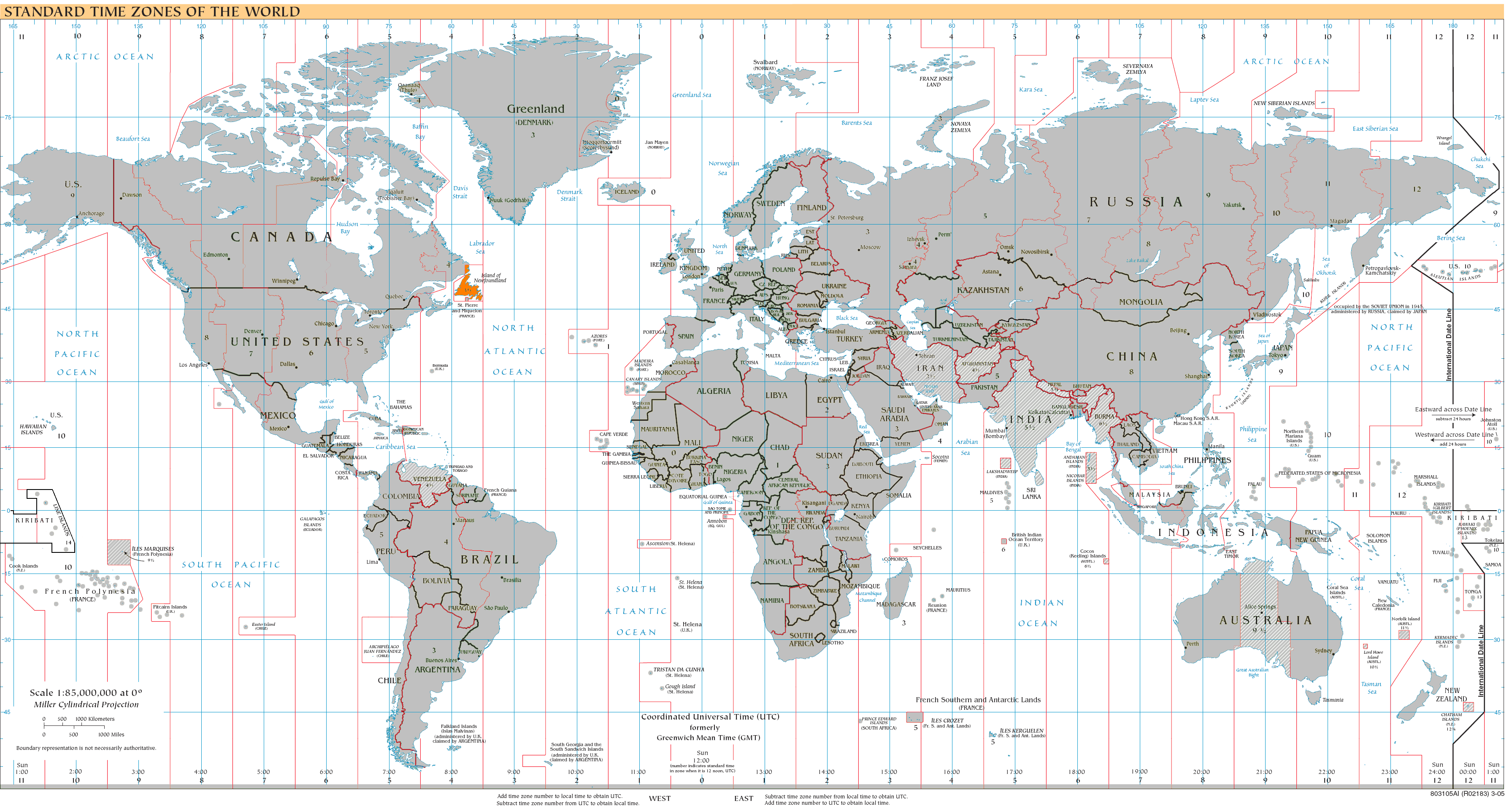
Localizzazione del fuso orario

UTC-2:30 è un fuso orario in ritardo di 2 ore e 30 minuti rispetto all'UTC.

## Zone
UTC-2:30 è utilizzato nei seguenti paesi e territori, unicamente come ora legale:
- Canada :
  - Terranova e Labrador (isola di Terranova, sud-est della penisola del Labrador)

## Ora legale
UTC-2:30 è il fuso usato per l'ora legale del Newfoundland Standard Time (UTC-3:30), pertanto durante l'inverno questo fuso orario non è utilizzato in nessun territorio.